# Joseph Strauss
Pour les articles homonymes, voir Bärmann et Strauss.
Joseph Baermann Strauss (né le 9 janvier 1870 à Cincinnati, mort le 16 mai 1938 à Los Angeles) est un ingénieur américain d'origine allemande, essentiellement connu pour avoir été l'ingénieur en chef de la construction du pont du Golden Gate de San Francisco, qui constitue l'une des sept merveilles du monde moderne.